# Кошмар на вулиці В'язів 7: Новий кошмар
«Кошмар на вулиці В'язів 7: Новий кошмар» (англ. New Nightmare) — американський фільм жахів, режисера Веса Крейвена.

## Сюжет
На зніманні чергової серії фільму «Кошмар на вулиці В'язів» відбувається нещасний випадок: нова, технічно досконала рукавичка Фредді вбиває працівників зі спецефектами і ранить Чейза Портера — чоловіка Хезер Ленгенкемп, виконавиці ролі Ненсі. Син Хезер зникає незрозумілим чином. Але ось Хезер прокидається через землетрус і розуміє, що це був лише сон. Однак її чоловік порізав пальці саме так, як це сталося в її сні.

## У ролях
| Актор                 | Роль                                   |
| --------------------- | -------------------------------------- |
| Джефф Девіс           | дублер руки Фредді                     |
| Хезер Ленгенкемп      | Хезер Ленгенкемп                       |
| Міко Г'юз             | Ділан                                  |
| Метт Вінстон          | Чак                                    |
| Роб ЛаБелл            | Террі                                  |
| Девід Ньюсом          | Чейз Портер                            |
| Вес Крейвен           | Вес Крейвен                            |
| Маріанн Маддалена     | Маріанн Маддалена                      |
| Гретхен Охлер         | сценарист                              |
| Трейсі Міддендорф     | Джулі                                  |
| Каллі Фредріксен      | водій лімузина                         |
| Бодхі Елфмен          | TV Studio P.A.                         |
| Сем Рубін             | Сем Рубін                              |
| Роберт Інглунд        | Роберт Інглунд                         |
| Клаудія Харо          | New Line портьє                        |
| Сара Рішер            | Сара Рішер                             |
| Роберт Шей            | Роберт Шей                             |
| Сінді Гідрі           | Кім на New Line                        |
| Рей Глензманн         | патрульний                             |
| Йонда Девіс           | патрульна                              |
| Майкл Хагівара        | коронер                                |
| В. Ерл Браун          | робітник моргу                         |
| Кеннет Занчі          | священик                               |
| Хсу Гарсіа            | Нік Коррі                              |
| Тьюзді Найт           | Тьюзді Найт                            |
| Ден Берроус           | працівник кладовища                    |
| Джон Сексон           | Джон Сексон                            |
| Тамара Марк           | Патріса Інглунд                        |
| Фран Беннетт          | доктор Хеффнер                         |
| Лін Шей               | медсестра з таблетками                 |
| Дебора Зара Кобілт    | диктор                                 |
| Дайан Надо            | Counter Nurse                          |
| Стар-Шема Бобатун     | ICU Медсестра 1                        |
| Лу Торнтон            | ICU Медсестра 2                        |
| Сінтія Севадж         | ICU Медсестра 3                        |
| Джессіка Кревен       | молодша медсестра                      |
| Сандра Елліс Лефферті | старша медсестра                       |
| Томас Дж. Берт        | охоронець                              |
| Тіна Вейл             | медсестра Ебботт                       |
| Кетрін Грінвуд        | медсестра в лікарняный кімнаті з Хезер |
| Кевін Гарріс          | молодий лікар                          |

## Цікаві факти
- Всі сцени з землетрусом були зняті за один місяць до землетрусу в Лос-Анджелесі в 1994 році.
- Дизайн нової рукавички Фредді був розроблений на основі мальованої рукавички, яка була присутня на театральному постері і обкладинках відеокасет «Жаху на вулиці В'язів» (1984).
- Дочка Веса Крейвена, Джессіка Крейвен, зіграла медсестру.
- Хезер Ленгенкемп запитують — чи є у неї пропуск, на що вона відповідає — «До біса пропуск!». Цей епізод запозичений з «Жаху на вулиці В'язів» (1984).
- Лін Шей, яка зіграла медсестру, також виконала роль вчительки в «Жах на вулиці В'язів» (1984).
- Одяг, в який одягнені Хезер Ленгенкемп і Джон Саксон ближче до кінцівки фільму, — це та ж сама одежа, в якій вони з'являються в «Жаху на вулиці В'язів» (1984).
- Перш ніж розпочати знімання цього фільму, Вес Крейвен переглянув всі частини «Жаху на вулиці В'язів» і, за його словами, так і не зміг знайти загальну сюжетну лінію.
- Спочатку Вес Крейвен планував запросити Джонні Деппа на невелику роль у фільмі: Джонні повинен був з'явитися в ролі самого себе в сцені похорону. Однак Вес так і не набрався хоробрості запитати про це у Джоні. Вже після прем'єри фільму Крейвен запитав Джонні, останній відповів, що він би прийняв пропозицію без жодних проблем і з задоволенням виконав би роль-камео.
- Фотографію Хезер Ленгенкемп, яка стояла на столі Джона Саксона в першій частині франшизи, можна помітити в будинку Веса Крейвена.
- У сценарії була присутня сцена, в якій Роберт Інглунд засинав і потрапляв на кошмар, де він застрявав у павутині, і до нього підповзав гігантський павук з особою нового Фредді. Однак сцена так і не була знята, тому що йшла всупереч загальному тонові фільму.
- Книгу Енді Менгельса (Andy Mangels) «Кошмар ніколи не закінчиться» (The Nightmare Never Ends) можна помітити на столі Боба Шея.